# Matt Helders
Matthew Helders (født 7. maj 1986) er trommeslager i det britiske indie-rockband Arctic Monkeys.
Helders er trommeslager fordi "det var det eneste, der var tilbage. Da vi dannede gruppen, kunne ingen af os spille. Vi arrangerede det bare. De havde alle guitarer, og jeg købte et trommesæt lidt efter." En stor påvirkning for Helders måde at slå på trommer, er Queens of the Stone Age.[kilde mangler]
Han er den i gruppen, der synger mest kor, for eksempel i sange som "You Probably Couldn't See for the Lights But You Were Looking Straight at Me", "I Bet You Look Good on the Dancefloor", "Teddy Picker" og "D is for Dangerous".
Helders har også lavet en tøjlinje sammen med mærket Supremebeing. Gruppen har lavet mange videodagbøger på YouTube, hvor Helders er værten.